# Río Manzanil
El río Manzanil es un corto río del sur de España de la cuenca hidrográfica del Guadalquivir, que discurre en su totalidad por el territorio del oeste de la provincia de Granada. 
Nace formado por los manantiales de La Cueva, La Presa y La Cadena, al pie de la Sierra de Loja al este de la localidad de Loja, en una garganta donde hoy existe una presa. Es un río caudaloso, rico en pesca de bordallos y cangrejos, riega un buen trozo de vega y se despeña en el Genil, formando la llamada Cola del Caballo en los Infiernos Altos. 